# The Popes
The Popes, первоначально Shane MacGowan and The Popes — группа, основанная Шейном МакГованом, после его ухода из The Pogues — группы, в которой он пробыл девять лет, с 1982 по 1991 год. Через два года музыкант основал свой новый коллектив. Деятельность группы можно поделить на два периода: 1993 − 2000 с МакГованом в качестве вокалиста и 2000 − наши дни без оного.

## История группы

### Shane MacGowan and The Popes
Группа была основана в 1993 году и выпустила свой первый студийный альбом The Snake год спустя. В 1995 альбом был переиздан с добавлением новых песен, в том числе дуэта с Шинейд О’Коннор. The Snake сочетает в себе народную ирландскую музыку, рок и панк, что, в некотором роде, наследует стиль The Pogues. Большую популярность получила песня «That Woman’s Got Me Drinking», видео на которую снял давний друг Шейна актёр Джонни Депп. Второй альбом — The Crock of Gold вышел в 1997 году. Альбом звучит в духе предыдущей работы и является своеобразным манифестом МакГована об ирландской музыке. В 2002 году, уже после ухода Шейна, выходит сборник The Rare Oul’ Stuff, который, несмотря на своё название, не содержит никакого редкого материала, в основном это треки с предыдущих альбомов, а также треки с би-сайдов синглов. Всего через месяц вышел концертный альбом Across the Broad Atlantic: Live on Paddy’s Day – New York and Dublin, который является едва ли не единственным концертным альбомом МакГована за всю его музыкальную карьеру.

### The Popes
Шейн покинул группу в 2000 году, в начале нового века. Первый альбом без него — Holloway Boulevard вышел тогда же. Место у микрофона занял Пол МакГинесс. Holloway Boulevard выдержан в атмосфере предыдущих альбомов с МакГованом. Через два года вышел концертный альбом Release the Beast – Live in London 2003, включающий исполнение как старых, так и новых песен коллектива. Второй студийный альбом Outlaw Heaven вышел лишь в 2009 году, в трёх песнях на нём в качестве специального гостя участвует Шейн МакГован. В 2012 вышел третий альбом New Church, звук которого уже существенно отличается от работ 1990-х.

## Дискография

### Shane MacGowan and The Popes
- The Snake (1994)
- The Church of the Holy Spook (1994) (сингл)
- That Woman’s Got Me Drinking (1994) (сингл)
- The Song with No Name (1994) (сингл)
- The Snake (1995) (переиздание)
- Christmas Party (1996) (мини-альбом)
- The Crock of Gold (1997)
- Lonesome Highway (1997) (сингл)
- Rock ’n’ Roll Paddy (1998) (сингл)
- The Rare Oul’ Stuff (2002) (сборник)
- Across the Broad Atlantic: Live on Paddy’s Day – New York and Dublin (2002) (концертный)

### The Popes
- Holloway Boulevard (2000)
- Holloway Boulevard (2000) (сингл)
- Are You Looking At Me? (2003) (сингл)
- Release the Beast – Live in London 2003 (2004) (концертный)
- Outlaw Heaven (2009)
- New Church (2012)